# Иваньковская ГЭС
Ива́ньковская ГЭС — гидроэлектростанция на реке Волге, у города Дубны на севере Московской области. Входит в Волжско-Камский каскад ГЭС. Помимо обеспечения выработки электроэнергии, основной функцией плотины гидроэлектростанции является поддержание высокого уровня воды для её подачи в Канал имени Москвы. Одна из старейших ГЭС России (пущена в 1937 году). Иваньковская ГЭС эксплуатируется ФГБУ «Канал имени Москвы».

## Конструкция станции
Иваньковская ГЭС представляет собой низконапорную русловую гидроэлектростанцию. Установленная мощность электростанции — 28,8 МВт, располагаемая мощность — 25 МВт, среднегодовая выработка электроэнергии — 119 млн кВт·ч. По сооружениям ГЭС проложен автомобильный переход, который на данный момент перекрыт..
Состав сооружений Иваньковского гидроузла:
- русловая земляная плотина (намыта из песков, имеет противофильтрационный элемент в виде диафрагмы из дерева и металлического шпунта) длиной 300 м и наибольшей высотой 22,5 м;
- левобережная земляная насыпная дамба длиной 9135 м и максимальной высотой 12,2 м;
- бетонная 8-пролётная водосливная плотина длиной 219,5 м и наибольшей высотой 30 м, пропускной способностью при НПУ 7530 м³/с;
- однониточный однокамерный судоходный шлюз;
- русловое здание ГЭС полуоткрытого типа.

В здании ГЭС установлены 2 вертикальных гидроагрегата мощностью по 14,4 МВт, с поворотно-лопастными турбинами ПЛ 90-ВБ-500, работающих при расчётном напоре 12,5 м (фактический напор после ввода в эксплуатацию в 1940 году Угличской ГЭС составляет 11,5 м). Турбины приводят в действие гидрогенераторы СВ-800/76-60. Выдача мощности в энергосистему производится с ОРУ 110 кВ.
Напорные сооружения ГЭС образуют крупное Иваньковское водохранилище. Площадь водохранилища при нормальном подпорном уровне 316 км², длина 120 км, максимальная ширина 12 км, при его заполнении был затоплен древний тверской город Корчева. Полная и полезная ёмкость водохранилища составляет 1220 и 887 млн м³ соответственно, что позволяет осуществлять сезонное регулирование стока. Отметка нормального подпорного уровня водохранилища составляет 123,89 м над уровнем моря (по Балтийской системе высот), форсированного подпорного уровня — 124,09 м, уровня мёртвого объёма — 119,39 м.

## Экономическое значение
Иваньковская ГЭС, накапливая в водохранилище и подавая в канал имени Москвы воду, обеспечивает надёжное водоснабжение г. Москвы, обводнение рек Москвы и Клязьмы, речное судоходство. За время эксплуатации станция выработала почти 10 млрд кВт·ч электроэнергии.

## История строительства и эксплуатации

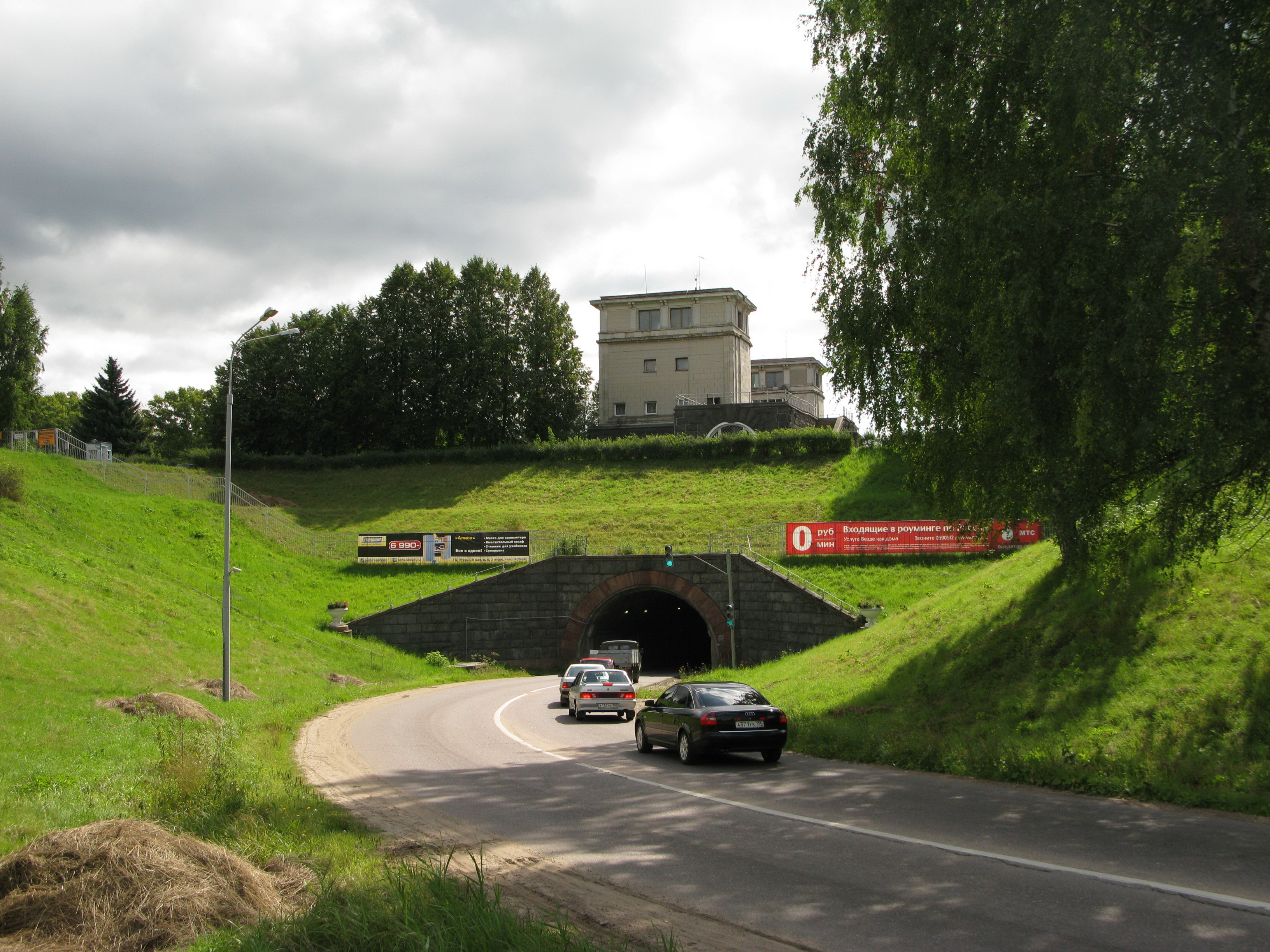
Тоннель под шлюзами ГЭС

Решение о строительстве канала имени Москвы, частью сооружений которого является Иваньковская ГЭС, было принято 15 июня 1931 года. Первые строители (заключённые Дмитровлага) прибыли на площадку станции 25 сентября 1933 года, в том же году были начаты земляные работы. В марте 1934 года были отсыпаны перемычки левобережного котлована, 23 августа того же года уложен первый бетон. При сооружении плотины станции впервые в СССР широко использовался способ намыва. 23 марта 1937 года было начато заполнение Иваньковского водохранилища, на тот момент — крупнейшего в стране. Первый гидроагрегат станции был пущен в декабре 1937 года, второй — в декабре 1938 года.
10 октября 1941 года при приближении немецких войск было принято решение о демонтаже и эвакуации оборудования ГЭС. Персонал станции успел демонтировать турбину и статор генератора № 1, которые были погружены на баржу и отправлены вниз по течению Волги. В конце ноября 1941 года, когда немецкие войска пытались форсировать Иваньковское водохранилище по льду, работники станции произвели экстренный сброс воды из водохранилища, в результате его уровень снизился на два метра, лёд стал оседать и ломаться, сделав водохранилище непроходимым для техники. В ноябре 1941 года, когда создалась угроза захвата немцами, Иваньковская ГЭС была подготовлена к взрыву силами сапёрных частей (114-й ОМИБ и спецвзвод № 17) под общим командованием старшего помощника Начальника 2-го отдела Инженерного Управления Западного фронта майора Ивана Васильевича Волкова. После завершения боёв под Москвой демонтированное оборудование вернули на станцию. Частично разобранный, но не эвакуированный гидроагрегат № 2 включили в работу в декабре 1941 года, гидроагрегат № 1 — 1 мая 1942 года.
В мае-июне 1943 года, после проведения авиацией Великобритании операции Chastise (с англ. — «наказание, порка»), в ходе которой союзникам удалось разрушить плотины в Рурской области Германии, оборона Иваньковского гидроузла была существенно усилена зенитным вооружением и противоторпедными сетями.
После 80-летней эксплуатации оборудование ГЭС устарело и постепенно модернизируется. По состоянию на 2018 год заменены системы возбуждения генераторов, силовые трансформаторы, реконструировано распределительное устройство.
Прорабатывается проект модернизации Иваньковской ГЭС с заменой гидроагрегатов, что позволит увеличить мощность станции до 36 МВт, а выработку — до 107 млн кВт·ч.